# Arquidiócesis de Oregón City
La arquidiócesis de Oregón City (en latín: Archidioecesis Oregonopolitana y en inglés: Roman Catholic Archdiocese of Oregon City) fue una circunscripción eclesiástica de la Iglesia católica en Estados Unidos. Se trataba de una arquidiócesis latina, sede metropolitana de la provincia eclesiástica de Oregón City. Fue suprimida el 26 de septiembre de 1928 y restaurada como arquidiócesis titular en 1995. Desde el 19 de mayo de 2015 su arzobispo titular es Joseph Augustine Di Noia, de la Orden de Predicadores.

## Territorio y organización
La arquidiócesis extendía su jurisdicción sobre los fieles católicos de rito latino residentes en parte del territorio de Oregón, inicialmente desde el límite norte de California al sur de Alaska, y del océano Pacífico a las Montañas Rocosas.
La sede de la arquidiócesis se encontraba en la ciudad de Oregón City, en donde la iglesia de San Juan Apóstol servía de catedral.
La arquidiócesis tenía como sufragáneas a las diócesis de: Baker, Boise City, Great Falls-Billings, Helena y Nesqually.
En 1928 en la arquidiócesis existían 177 parroquias. 

## Historia
Cuando la compañía estadounidense dedicada al comercio de pieles llamada Pacific Fur Company llegó al territorio de Oregón en 1810, en la expedición iban 13 católicos francocanadienses, algunos de los cuales se establecieron en el valle del río Willamette. Trabajando para la Compañía de la Bahía de Hudson en 1836 16 colonos solicitaron a Joseph Norbert Provencher, superior de la Misión Red River en Manitoba, bajo la arquidiócesis de Quebec, que se estableciera una misión permanente incluso en ese territorio distante. Provencher primero obtuvo la aprobación de la Santa Sede, que extendió la jurisdicción de su misión hasta el océano Pacífico; luego obtuvo la ayuda y el apoyo del arzobispo de Quebec, Joseph Signay, para ese nuevo proyecto misionero, y el apoyo de 2 sacerdotes, François-Norbert Blanchet y Modeste Demers.
Sin embargo, la Compañía de la Bahía de Hudson se opuso a que Provencher estableciera una misión católica en el valle de Willamette, por lo que este decidió establecerla al norte del río Columbia en Fort Vancouver. Blanchet y Demers partieron de Quebec el 3 de mayo de 1838 y llegaron a Fort Vancouver el 24 de noviembre. El territorio asignado a los dos sacerdotes era inmenso e incluía unas 375 000 millas cuadradas, que se extendía desde California hasta Alaska y desde las Montañas Rocosas hasta el océano Pacífico, y estaba poblado por colonos francocanadienses de Quebec y colonos estadounidenses de San Luis. En ese momento, aún no se había establecido la frontera política entre Estados Unidos y Canadá, que se estableció luego en 1846. El 6 de enero de 1839 Blanchet celebró la primera misa en lo que sería el futuro estado de Oregón, al sur del río Columbia, en la iglesia de St. Paul, que unos colonos habían construido en 1836 en previsión de la llegada de los misioneros. Hacia fines de la década de 1830 llegaron también los jesuitas de San Luis, entre los que se destacó en particular Pierre-Jean De Smet por su trabajo con los nativos americanos.
El vicariato apostólico del Territorio de Oregón fue erigido el 1 de diciembre de 1843 mediante el breve Pastorale officium del papa Gregorio XVI, tomando su territorio de la diócesis de San Luis y de la arquidiócesis de Quebec.
Blanchet fue consagrado obispo el 25 de julio de 1845 en la Catedral de Montreal. Después de su consagración, en lugar de regresar a Oregón, decidió viajar a Europa en busca del personal y los fondos necesarios para su misión. En Roma se reunió con el papa y los responsables de la Congregación de Propaganda Fide, con los que se decidió dividir el vicariato apostólico, establecido apenas tres años antes, en tres nuevas circunscripciones eclesiásticas: la arquidiócesis de Oregón City, encabezada por Blanchet, y las diócesis de Walla Walla (erigida mediante el breve In Apostolicae Sedis), asignada a su hermano Augustin-Magloire Blanchet, y de la isla de Vancouver (erigida mediante el breve Decet sane), regida por Modeste Demers. Estas decisiones fueron sancionadas por el papa Pío IX mediante la bula Universi Dominici gregis del 24 de julio de 1846, que supuso el nacimiento de la segunda sede metropolitana de Estados Unidos, tras la de Baltimore.
El 29 de julio de 1853 la arquidiócesis de Oregón City incorporó parte de la suprimida diócesis de Walla Walla (mediante el breve Per similes del papa Pío IX), cuya misión había sido abandonada en 1850 por el obispo Augustin-Magloire Blanchet por considerarla demasiado peligrosa, después de que los nativos de cayuse masacraran a algunas familias de colonos protestantes, lo que había llevado a una guerra entre los colonos y los cayuse.
Debido a que Portland había crecido mucho más que Oregón City, en 1862 el arzobispo François-Norbert Blanchet trasladó su residencia a Portland, mientras que Oregón City siguió siendo el sitio de la catedral arzobispal.
El 3 de marzo de 1868 cedió una porción de su territorio para la erección del vicariato apostólico del territorio de Idaho y Montana (hoy diócesis de Boise City) mediante el breve Summi apostolatus del papa Pío IX.
El 19 de junio de 1903 cedió otra porción de su territorio para la erección de la diócesis de Baker City (hoy diócesis de Baker) mediante el breve Supremi apostolatus del papa León XIII.
El 26 de septiembre de 1928, tras el traslado de la sede episcopal de Oregón City a Portland, asumió el nombre de arquidiócesis de Portland mediante la bula Ecclesiarum omnium del papa Pío XI.

### Arquidiócesis titular
Desde 1995 Oregón City figura entre las sedes archiepiscopales titulares de la Iglesia católica. Desde el 19 de mayo de 2015 el arzobispo titular es Joseph Augustine Di Noia, secretario emérito del Dicasterio para la Doctrina de la Fe.

## Estadísticas
Según el sitio web Catholic-Hierarchy la arquidiócesis tenía a fines de 1928 un total de 43 569 fieles bautizados.
| Año                         | Población            | Población | Población      | Sacerdotes | Sacerdotes    | Sacerdotes    | Bautizados por sacerdote | Diáconos permanentes | Religiosos | Religiosos | Parroquias |
| Año                         | Bautizados católicos | Total     | % de católicos | Total      | Clero secular | Clero regular | Bautizados por sacerdote | Diáconos permanentes | Varones    | Mujeres    | Parroquias |
| --------------------------- | -------------------- | --------- | -------------- | ---------- | ------------- | ------------- | ------------------------ | -------------------- | ---------- | ---------- | ---------- |
| 1918                        | 65 000               |           |                | 142        | 72            | 70            | 457                      |                      |            |            | 112        |
| 1928                        | 43 569               |           |                | 177        | 83            | 94            | 246                      |                      |            |            | 145        |
| Fuente: Catholic-Hierarchy. |                      |           |                |            |               |               |                          |                      |            |            |            |

## Episcopologio

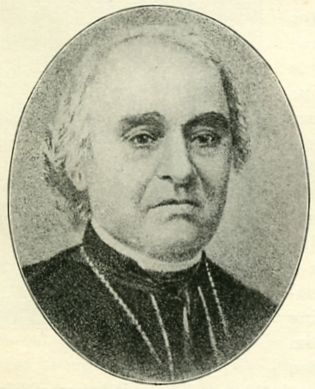
Vicario apostólico, obispo y luego arzobispo François-Norbert Blanchet

- François-Norbert Blanchet † (1 de diciembre de 1843-12 de diciembre de 1880 renunció[nota 2])
- Charles-Jean Seghers † (12 de diciembre de 1880 por sucesión-6 de marzo de 1884 nombrado arzobispo a título personal de Isla de Vancouver)
- William Hickley Gross, C.SS.R. † (31 de marzo de 1885-14 de noviembre de 1898 falleció)
- Alexander Christie † (4 de marzo de 1899-6 de abril de 1925 falleció)
- Edward Daniel Howard † (30 de abril de 1926-26 de septiembre de 1928 sede renombrada arquidiócesis de Portland)

### Arzobispos titulares
- Joseph Augustine Di Noia, O.P., desde el 19 de mayo de 2015